# Amblyocarenum
Genre
Amblyocarenum est un genre d'araignées mygalomorphes de la famille des Nemesiidae.

## Distribution
Les espèces de ce genre se rencontrent dans le bassin méditerranéen.

## Liste des espèces
Selon World Spider Catalog (version 21.0, 06/07/2020) :
- Amblyocarenum doleschalli (Ausserer, 1871)
- Amblyocarenum nuragicum Decae, Colombo & Manunza, 2014
- Amblyocarenum obscurum (Ausserer, 1871)
- Amblyocarenum walckenaeri (Lucas, 1846)

## Publication originale
- Simon, 1892 : Histoire naturelle des araignées. Paris, vol. 1, p. 1-256 (texte intégral).